# Кузнецов Федір Федотович
Фе́дір Федо́тович Кузнецо́в (рос. Фёдор Федотович Кузнецов; 19 вересня 1904, село Притикіно, нині Чаплигінського району Липецької області, Російська Федерація — 16 січня 1979, місто Москва) — радянський військовий і партійний діяч, генерал-полковник (29.07.1944). Депутат Верховної Ради Російської РФСР 1—4-го скликань. Кандидат у члени ЦК КПРС у 1952—1956 роках. Член Центральної Ревізійної Комісії КПРС у 1939—1952 та 1956—1961 роках.

## Життєпис
Народився в селянській родині. Трудову діяльність розпочав у 1920 році робітником у Москві.
Член ВКП(б) з 1926 року.
У 1930—1932 роках — голова заводського комітету, заступник директор заводу «Металолампа» в Москві.
У 1931 році закінчив робітничий факультет у Москві.
У 1932—1933 роках — секретар комітету ВКП(б) машинобудівного заводу імені Калініна в Москві.
У 1933 — грудні 1934 року — партійний організатор ЦК ВКП(б) шахти № 19 Підмосковного вугільного басейну.
У грудні 1934 — травні 1935 року — інструктор Пролетарського районного комітету ВКП(б) міста Москви.
У травні 1935 — серпні 1937 року — секретар комітету ВКП(б) будівництва автомобільного заводу імені Сталіна в Москві.
У 1937—1938 роках — 1-й секретар Пролетарського районного комітету ВКП(б) Москви.
У лавах РСЧА з 1938 року. У 1938 — 19 червня 1938 року — начальник Відділу керівних партійних органів Політичного управління РСЧА.
19 червня 1938 — липень 1942 року — заступник начальника Головного управління політичної пропаганди РСЧА — начальник організаційно-інструкторського відділу.
На фронтах німецько-радянської війни з 1942 року: з липня по жовтень 1942 року — член Військової ради 60-ї армії Воронезького фронту, а з жовтня 1942 по березень 1943 року — член Військової ради Воронезького фронту.
З квітня 1943 року — у військовій розвідці: заступник начальника Генерального штабу РСЧА з розвідки (19 квітня 1943 — травень 1947), начальник Розвідувального управління Генерального штабу РСЧА (19 квітня 1943 — 9 червня 1945), начальник Головного розвідувального управління (ГРУ) Генерального штабу Радянської армії (9 червня 1945 — травень 1947).
З 30 травня 1947 по 29 січня 1949 року — 1-й заступник голови Комітету інформації при Раді міністрів СРСР.
З лютого 1949 по квітень 1953 року — начальник Головного політичного управління Збройних сил СРСР.
З квітня 1953 по травень 1957 років — начальник Головного управління кадрів Міністерства оборони СРСР.
З травня 1957 по червень 1959 року — начальник Військово-політичної академії імені В. І. Леніна.
З червня 1959 по березень 1969 року — член Військової ради — начальник Політичного управління Північної групи військ ЗС СРСР.
У липні 1969 року генерал-полковник Ф. Ф. Кузнецов вийшов у відставку. Мешкав у Москві, де й помер 16 січня 1979 року.

## Військові звання
- бригадний комісар (1938);
- дивізійний комісар (7.05.1938);
- корпусний комісар (2.09.1939);
- армійський комісар 2-го рангу (17.11.1941);
- генерал-лейтенант (6.12.1942);
- генерал-полковник (29.07.1944).

## Нагороди
Нагороджений двома орденами Леніна, орденами Червоного Прапора (22.02.1944), Суворова 1-го ступеня (04.06.1945), Кутузова 1-го ступеня (29.07.1944), Вітчизняної війни 1-го ступеня (17.05.1943), чотирма орденами Червоної Зірки і медалями.